# Nacionalismo alemán

Bandera de Alemania.

El nacionalismo alemán (en alemán: Deutschnationalismus / Deutscher Nationalismus) es una ideología política y cultural que afirma que los alemanes son una nación y que promueve la unidad cultural entre ellos. Los primeros orígenes del nacionalismo alemán comenzaron con el nacimiento del nacionalismo romántico durante las Guerras napoleónicas, cuando el pangermanismo comenzó a extenderse. La defensa de la nación alemana comenzó a convertirse en una importante fuerza política en respuesta a la invasión de territorios alemanes por la Francia de Napoleón. Después del ascenso y caída de la Alemania nazi, el nacionalismo alemán ha acabado convirtiéndose en un tabú dentro de la propia Alemania. No obstante, durante la Guerra Fría surgió una corriente moderada del nacionalismo alemán que apoyó la reunificación de la Alemania Oriental y Occidental, lo que finalmente se lograría en 1990.
El nacionalismo alemán ha tenido muchas dificultades a la hora de promover una identidad germana común, encontrándose con varias oposiciones dentro de la propia Alemania. La brecha entre católicos y protestantes en Alemania a veces ha creado fuertes tensiones y una abierta hostilidad entre los católicos y protestantes alemanes. Esta situación se dio especialmente tras la unificación de 1871 y la promulgación de la política del Kulturkampf por el canciller alemán y Primer ministro de Prusia, Otto von Bismarck, que buscaba desmantelar la cultura católica en Prusia. Esto provocó inmediatamente la indignación entre los católicos alemanes y acabaría dando lugar a la aparición del Partido del Centro pro-católico y del Partido Popular Bávaro. También ha habido movimientos nacionalistas rivales dentro de la propia Alemania, en particular los nacionalistas bávaros que afirman que los términos en los que Baviera entró en Alemania en 1871 fueron controvertidos y que mantienen que el gobierno alemán se ha inmiscuido excesivamente en los asuntos internos de Baviera. En el caso de los países vecinos de Alemania, en Austria existen nacionalistas austríacos que han rechazado la unificación del país con Alemania sobre la base de la preservación de la identidad religiosa católica y del peligro potencial que supone para los austríacos el formar parte de una Alemania mayoritariamente protestante.

## Nacionalismo alemán en Austria

Provincias de habla alemana reclamadas por Austria Alemana en 1918: la frontera de la posterior Primera República de Austria se describe en gris.

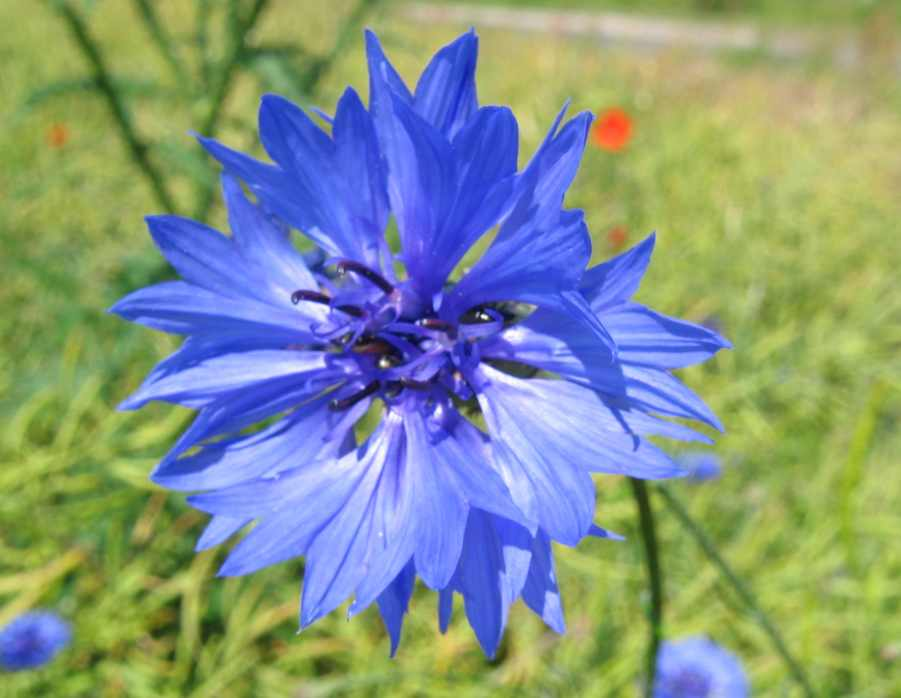
Un aciano azul, símbolo del movimiento austríaco pan-germanista.

A finales del siglo XIX comenzó a desarrollarse en Austria un movimiento nacionalista alemán, consecuencia de varios hechos que habían acontecido en el Imperio Austrohúngaro: las revoluciones liberales de 1848-1849, en las que los revolucionarios nacionalistas liberales habían defendido la solución de la "Gran Alemania"; la derrota de Austria en la guerra austro-prusiana (1866), que provocó que los austríacos quedaran excluidos del ámbito alemán; también tuvo mucha importancia el aumento de los conflictos étnicos en la Monarquía de los Habsburgo, a pesar del Compromiso austrohúngaro de 1867. Todos estos factores contribuyeron a apuntalar al incipiente movimiento nacionalista alemán de signo austriaco.
Liderados por el nacionalista radical y antisemita Georg von Schönerer, organizaciones como la Sociedad Pan-Germana exigían la reunificación de todos los territorios germano-parlantes de la Monarquía danubiana con el Imperio alemán, y rechazaban furibundamente el patriotismo austríaco. El nacionalismo alemán racista y de tipo völkisch que encarnaba Schönerer fue una inspiración para la ideología de Adolf Hitler. En 1933 los nazis austríacos y el proalemán Partido Popular de la Gran Alemania formaron un grupo de acción común, con el objetivo de luchar juntos contra el Régimen austrofascista que buscaba establecer una identidad austríaca separada. A pesar de que violaba flagrantemente los términos del Tratado de Versalles, Adolf Hitler decidió unificar los dos estados alemanes en un solo país durante el Anschluss, en marzo de 1938. Esto constituyó un momento histórico para los nacionalistas alemanes de Austria, ya que por un corto período de tiempo existió efectivamente un gran "Reich" que agrupaba a todos los pueblos germano-parlantes. Tras la derrota nazi en 1945, el movimiento nacionalista alemán del país de Austria ha sido revivido por la Federación de Independientes y, más recientemente, por el Partido de la Libertad de Austria.